# Estação Praça XV

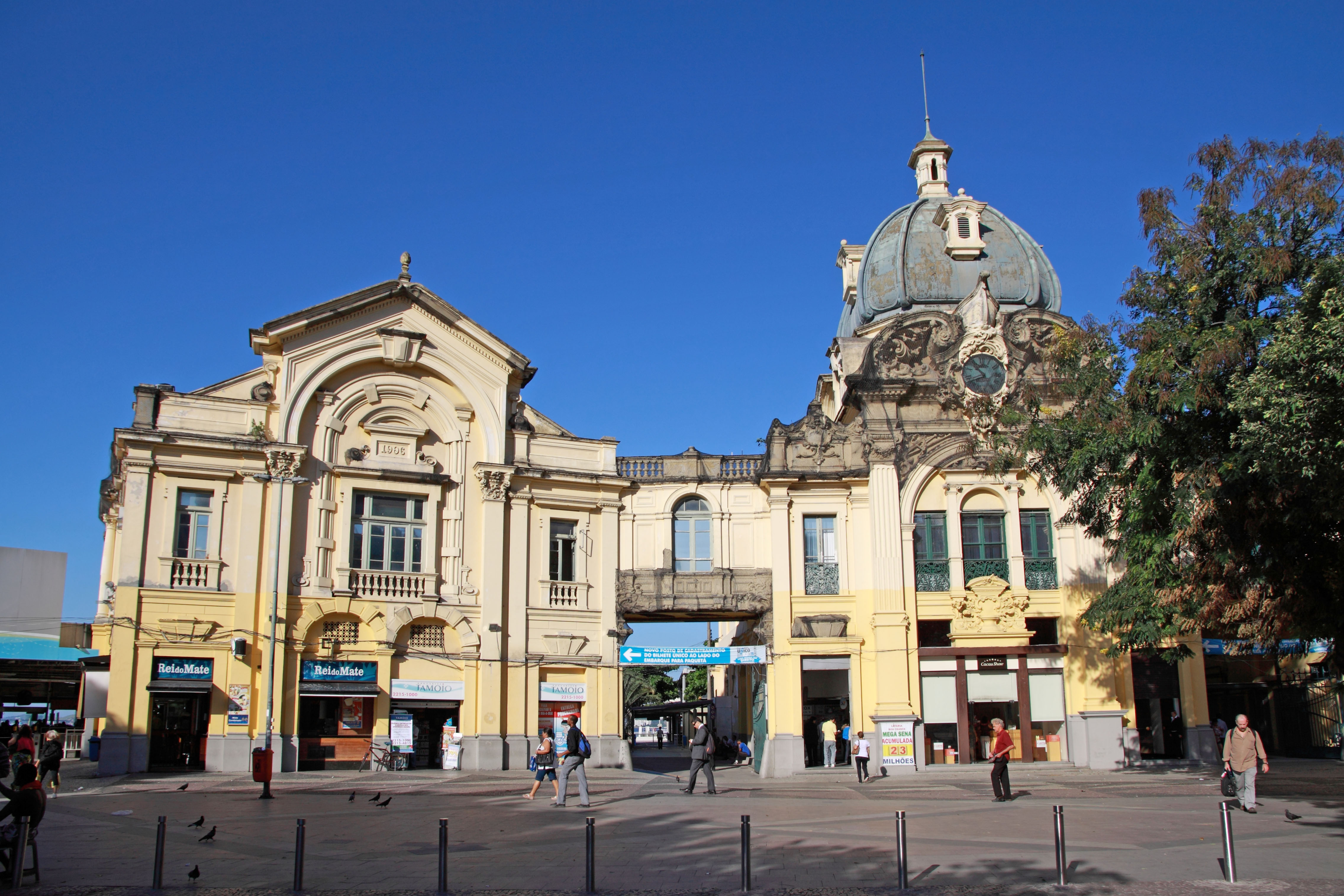
Fachada da estação

A Estação Praça XV é um terminal hidroviário de passageiros situado no bairro do Centro, na Zona Central da cidade do Rio de Janeiro. Localiza-se na Praça XV, que lhe dá nome. Possibilita integração com a Parada Praça XV do VLT Carioca. É operada pela Barcas Rio.
Foi construída entre os anos de 1904 e 1912. Nos três edifícios que compõem o complexo, funcionam: a estação de passageiros; o Centro de Controle Operacional da Barcas Rio; escritórios administrativos da empresa; algumas lojas; e áreas de serviços auxiliares.